# Oortiana olivacea
Oortiana olivacea là một loài bướm đêm trong họ Noctuidae.